# Ófærufoss
Die Ófærufossar sind zwei Wasserfälle in Island. Sie befinden sich in der Eldgjá (Feuerschlucht) an den südlichen Ausläufern des isländischen Hochlandes.
Die Wasserfälle werden vom Fluss Norðari-Ófærá gebildet, einem Nebenfluss der Skaftá.
Früher spannte sich eine natürliche Basaltsteinbrücke über den unteren der beiden Wasserfälle. Diese stürzte infolge der Schneeschmelze im Winter 1992/1993 ein.

## Erreichbarkeit
Vom Parkplatz am Ende der Zufahrtsstraße können die Wasserfälle in einer halbstündigen Wanderung erreicht werden.